# Gymnophthalmus vanzoi
Gymnophthalmus vanzoi är en ödleart som beskrevs av  Carvalho 1999. Gymnophthalmus vanzoi ingår i släktet Gymnophthalmus och familjen Gymnophthalmidae. IUCN kategoriserar arten globalt som otillräckligt studerad. Inga underarter finns listade i Catalogue of Life.